# Championnat d'Europe des moins de 20 ans masculin de handball
Le championnat d'Europe des moins de 20 ans masculin de handball réunit tous les deux ans depuis 1996 les meilleures équipes nationales masculines d’Europe pour les handballeurs de moins de 20 ans.
L'appellation de la compétition en anglais est M20 EHF EURO.
Cette compétition sert de tournoi qualificatif pour le championnat du monde junior.

## Palmarès par édition
| Année     | Pays organisateur | Or                                                               | Argent                                                           | Bronze                                                           |
| --------- | ----------------- | ---------------------------------------------------------------- | ---------------------------------------------------------------- | ---------------------------------------------------------------- |
| 1996      | Roumanie          | Danemark                                                         | Espagne                                                          | Russie                                                           |
| 1998      | Autriche          | Danemark                                                         | RF Yougoslavie                                                   | Hongrie                                                          |
| 2000      | Grèce             | RF Yougoslavie                                                   | Biélorussie                                                      | Espagne                                                          |
| 2002      | Pologne           | Pologne                                                          | Slovénie                                                         | RF Yougoslavie                                                   |
| 2004      | Lettonie          | Allemagne                                                        | Danemark                                                         | Slovénie                                                         |
| 2006      | Autriche          | Allemagne                                                        | Suède                                                            | Danemark                                                         |
| 2008 (da) | Roumanie          | Danemark                                                         | Allemagne                                                        | France                                                           |
| 2010 (da) | Slovaquie         | Danemark                                                         | Portugal                                                         | Slovénie                                                         |
| 2012      | Turquie           | Espagne                                                          | Croatie                                                          | Slovénie                                                         |
| 2014 (de) | Autriche          | Allemagne                                                        | Suède                                                            | Espagne                                                          |
| 2016      | Danemark          | Espagne                                                          | Allemagne                                                        | France                                                           |
| 2018 (en) | Slovénie          | Slovénie                                                         | France                                                           | Allemagne                                                        |
| 2020      | Croatie           | Compétition annulée à cause de la pandémie de Covid-19 en Europe | Compétition annulée à cause de la pandémie de Covid-19 en Europe | Compétition annulée à cause de la pandémie de Covid-19 en Europe |
| 2022 (en) | Portugal          | Espagne                                                          | Portugal                                                         | Serbie                                                           |
| 2024 (en) | Slovénie          | Espagne                                                          | Portugal                                                         | Danemark                                                         |

## Bilans

### Tableau des médailles
| Rang  | Nation       | Médaille d'or, Europe | Médaille d'argent, Europe | Médaille de bronze, Europe | Total | Dernière |
| ----- | ------------ | --------------------- | ------------------------- | -------------------------- | ----- | -------- |
| 1     | Danemark     | 4                     | 1                         | 2                          | 7     | 2010     |
| 1     | Espagne      | 4                     | 1                         | 2                          | 7     | 2024     |
| 3     | Allemagne    | 3                     | 2                         | 1                          | 6     | 2018     |
| 4     | Slovénie     | 1                     | 1                         | 3                          | 5     | 2018     |
| 5     | Serbie* (/ ) | 1                     | 1                         | 2                          | 4     | 2018     |
| 6     | Pologne      | 1                     | 0                         | 0                          | 1     | 2002     |
| 7     | Portugal     | 0                     | 3                         | 0                          | 3     | 2022     |
| 8     | Suède        | 0                     | 2                         | 0                          | 2     | 2014     |
| 9     | France       | 0                     | 1                         | 2                          | 3     | 2018     |
| 10    | Biélorussie  | 0                     | 1                         | 0                          | 1     | 2000     |
| 10    | Croatie      | 0                     | 1                         | 0                          | 1     | 2012     |
| 12    | Hongrie      | 0                     | 0                         | 1                          | 1     | 1998     |
| 12    | Russie       | 0                     | 0                         | 1                          | 1     | 1996     |
| Total | Total        | 13                    | 13                        | 13                         | 39    | 2022     |

* La Serbie a hérité du palmarès de la RF Yougoslavie.

### Bilan par nation
| Nation            | 1996                                             | 1998                                             | 2000                                             | 2002                                             | 2004                                             | 2006                                             | 2008                       | 2010                       | 2012                       | 2014                       | 2016                       | 2018                       | 2022                       | 2024                       | Total |
| ----------------- | ------------------------------------------------ | ------------------------------------------------ | ------------------------------------------------ | ------------------------------------------------ | ------------------------------------------------ | ------------------------------------------------ | -------------------------- | -------------------------- | -------------------------- | -------------------------- | -------------------------- | -------------------------- | -------------------------- | -------------------------- | ----- |
| Allemagne         | -                                                | -                                                | -                                                | -                                                | Médaille d'or, Europe                            | Médaille d'or, Europe                            | Médaille d'argent, Europe  | 4                          | 7                          | Médaille d'or, Europe      | Médaille d'argent, Europe  | Médaille de bronze, Europe | 7                          | 4                          | 10    |
| Autriche          | -                                                | 10                                               | -                                                | -                                                | 7                                                | 13                                               | -                          | -                          | -                          | 6                          | -                          | -                          | -                          | 6                          | 5     |
| Biélorussie       | 10                                               | -                                                | Médaille d'argent, Europe                        | -                                                | -                                                | 5                                                | -                          | -                          | -                          | 11                         | -                          | -                          | -                          | -                          | 4     |
| Croatie           | 5                                                | 6                                                | 8                                                | 11                                               | -                                                | 7                                                | 16                         | 11                         | Médaille d'argent, Europe  | -                          | 4                          | 6                          | 14                         | 11                         | 11    |
| Danemark          | Médaille d'or, Europe                            | Médaille d'or, Europe                            | 4                                                | 5                                                | Médaille d'argent, Europe                        | Médaille de bronze, Europe                       | Médaille d'or, Europe      | Médaille d'or, Europe      | 10                         | 4                          | 6                          | 12                         | 8                          | Médaille de bronze, Europe | 14    |
| Espagne           | Médaille d'argent, Europe                        | 4                                                | Médaille de bronze, Europe                       | -                                                | 9                                                | 9                                                | 5                          | 7                          | Médaille d'or, Europe      | Médaille de bronze, Europe | Médaille d'or, Europe      | 5                          | Médaille d'or, Europe      | Médaille d'or, Europe      | 12    |
| Estonie           | -                                                | -                                                | -                                                | -                                                | -                                                | 16                                               | 14                         | -                          | -                          | 14                         | -                          | -                          | -                          | -                          | 3     |
| Finlande          | -                                                | -                                                | -                                                | -                                                | -                                                | -                                                | -                          | 15                         | -                          | -                          | -                          | -                          | -                          | -                          | 1     |
| Îles Féroé        | -                                                | -                                                | -                                                | -                                                | -                                                | -                                                | -                          | -                          | -                          | -                          | -                          | -                          | 10                         | 18                         | 2     |
| France            | 4                                                | 11                                               | -                                                | -                                                | 10                                               | 10                                               | Médaille de bronze, Europe | 6                          | 14                         | 7                          | Médaille de bronze, Europe | Médaille d'argent, Europe  | 6                          | 10                         | 12    |
| Grèce             | 12                                               | 7                                                | 12                                               | -                                                | -                                                | -                                                | -                          | -                          | -                          | -                          | -                          | -                          | -                          | 23                         | 4     |
| Hongrie           | -                                                | Médaille de bronze, Europe                       | 6                                                | -                                                | 4                                                | -                                                | 10                         | -                          | -                          | 9                          | 10                         | 11                         | 5                          | 12                         | 9     |
| Islande           | -                                                | -                                                | -                                                | -                                                | 13                                               | -                                                | -                          | 8                          | 11                         | -                          | 7                          | 7                          | 11                         | 7                          | 7     |
| Israël            | -                                                | 12                                               | -                                                | -                                                | -                                                | -                                                | -                          | 16                         | -                          | 15                         | -                          | 13                         | -                          | 21                         | 5     |
| Italie            | -                                                | -                                                | -                                                | -                                                | -                                                | -                                                | -                          | -                          | -                          | -                          | -                          | -                          | 12                         | 20                         | 2     |
| Lettonie          | -                                                | -                                                | 11                                               | -                                                | 16                                               | 15                                               | -                          | -                          | -                          | -                          | -                          | -                          | -                          | -                          | 3     |
| Lituanie          | -                                                | -                                                | -                                                | 12                                               | -                                                | -                                                | -                          | -                          | -                          | -                          | -                          | -                          | -                          | -                          | 1     |
| Macédoine du Nord | -                                                | -                                                | 9                                                | 4                                                | 15                                               | -                                                | -                          | -                          | -                          | 16                         | 15                         | -                          | -                          | 9                          | 6     |
| Monténégro        | Membre de la RF Yougoslavie/Serbie-et-Monténégro | Membre de la RF Yougoslavie/Serbie-et-Monténégro | Membre de la RF Yougoslavie/Serbie-et-Monténégro | Membre de la RF Yougoslavie/Serbie-et-Monténégro | Membre de la RF Yougoslavie/Serbie-et-Monténégro | Membre de la RF Yougoslavie/Serbie-et-Monténégro | -                          | -                          | -                          | -                          | -                          | -                          | 16                         | 24                         | 2     |
| Norvège           | -                                                | 9                                                | 10                                               | -                                                | -                                                | 12                                               | -                          | -                          | 6                          | 10                         | 5                          | 9                          | 15                         | 8                          | 9     |
| Pays-Bas          | -                                                | -                                                | -                                                | -                                                | -                                                | -                                                | -                          | -                          | -                          | -                          | 12                         | -                          | -                          | -                          | 1     |
| Pologne           | -                                                | -                                                | 7                                                | Médaille d'or, Europe                            | 14                                               | 11                                               | 12                         | -                          | 12                         | -                          | 8                          | 16                         | 13                         | 14                         | 10    |
| Portugal          | 7                                                | -                                                | -                                                | 10                                               | 8                                                | -                                                | 7                          | Médaille d'argent, Europe  | 5                          | -                          | -                          | 4                          | Médaille d'argent, Europe  | Médaille d'argent, Europe  | 8     |
| Roumanie          | 8                                                | -                                                | -                                                | 6                                                | 6                                                | -                                                | 6                          | 13                         | -                          | -                          | -                          | 14                         | -                          | 16                         | 7     |
| Russie            | Médaille de bronze, Europe                       | -                                                | -                                                | 7                                                | -                                                | -                                                | 9                          | 9                          | 9                          | -                          | 16                         | 15                         | -                          | -                          | 7     |
| Serbie            | Membre de la RF Yougoslavie/Serbie-et-Monténégro | Membre de la RF Yougoslavie/Serbie-et-Monténégro | Membre de la RF Yougoslavie/Serbie-et-Monténégro | Membre de la RF Yougoslavie/Serbie-et-Monténégro | Membre de la RF Yougoslavie/Serbie-et-Monténégro | Membre de la RF Yougoslavie/Serbie-et-Monténégro | 11                         | 10                         | 15                         | 8                          | 14                         | 8                          | Médaille de bronze, Europe | 13                         | 8     |
| Slovaquie         | -                                                | -                                                | -                                                | -                                                | -                                                | 6                                                | 15                         | 12                         | -                          | 13                         | -                          | -                          | -                          | -                          | 4     |
| Slovénie          | -                                                | -                                                | 5                                                | Médaille d'argent, Europe                        | Médaille de bronze, Europe                       | 8                                                | 13                         | Médaille de bronze, Europe | Médaille de bronze, Europe | 5                          | 11                         | Médaille d'or, Europe      | 9                          | 15                         | 11    |
| Suède             | 11                                               | 5                                                | -                                                | -                                                | 5                                                | Médaille d'argent, Europe                        | 4                          | 5                          | 4                          | Médaille d'argent, Europe  | 13                         | 10                         | 4                          | 5                          | 12    |
| Suisse            | -                                                | -                                                | -                                                | -                                                | 11                                               | -                                                | -                          | -                          | 8                          | 12                         | 9                          | -                          | -                          | 17                         | 5     |
| Tchéquie          | 9                                                | 8                                                | -                                                | 8                                                | 12                                               | 14                                               | 8                          | 14                         | 13                         | -                          | -                          | -                          | -                          | 19                         | 9     |
| Turquie           | -                                                | -                                                | -                                                | -                                                | -                                                | -                                                | -                          | -                          | 16                         | -                          | -                          | -                          | -                          | -                          | 1     |
| Ukraine           | -                                                | -                                                | -                                                | 9                                                | -                                                | -                                                | -                          | -                          | -                          | -                          | -                          | -                          | -                          | 22                         | 2     |
| RF Yougoslavie    | 6                                                | Médaille d'argent, Europe                        | Médaille d'or, Europe                            | Médaille de bronze, Europe                       | -                                                | 4                                                | Cf. Serbie ou Monténégro   | Cf. Serbie ou Monténégro   | Cf. Serbie ou Monténégro   | Cf. Serbie ou Monténégro   | Cf. Serbie ou Monténégro   | Cf. Serbie ou Monténégro   | Cf. Serbie ou Monténégro   |                            | 5     |
| Total             | 12                                               | 12                                               | 12                                               | 12                                               | 16                                               | 16                                               | 16                         | 16                         | 16                         | 16                         | 16                         | 16                         | 16                         |                            | 33    |